# Župnija Begunje na Gorenjskem
Župnija Begunje na Gorenjskem je rimskokatoliška teritorialna župnija Dekanije Radovljica Nadškofije Ljubljana. Zavetnik župnije je sv. Urh, škof.
Župnijska cerkev je cerkev sv. Urha v Begunjah. Župnija ima še dve podružnični cerkvi, in sicer cerkev sv. Petra nad Poljčami ter cerkev sv. Lucije v Zadnji vasi. Od 1. avgusta 2013 je begunjski župnik dr. Matjaž Ambrožič.

## Nekdanji župniki
Seznam begunjskih župnikov od konca 2. svetovne vojne do danes:
| Ime in priimek      | Začetek delovanja | Konec delovanja | Opombe         |
| ------------------- | ----------------- | --------------- | -------------- |
| Franc Hiti          | 1945              | 1974            |                |
| Martin Erklavec     | 1974              | 2002            |                |
| Franc Maček         | 2002              | 2013            |                |
| Matjaž Ambrožič dr. | 2013              | -               | sedanji župnik |